# Jesper Skalberg Karlsson
Jesper Jens Joakim Skalberg Karlsson, född 18 juni 1993 i Nynäshamns församling, Stockholms län, är en svensk politiker (moderat). Han är riksdagsledamot sedan valet 2022, invald för Gotlands läns valkrets, och var tidigare riksdagsledamot mellan 2015–2018. Han var regionråd och regionstyrelsens vice ordförande för Region Gotland 2018–2022.[källa behövs]

## Biografi
Skalberg är ordförande för Moderaterna på Gotland och ledamot av regionfullmäktige på Gotland.   
Den 4 maj 2022 debuterade Skalberg som redaktör tillsammans med Växjö kommuns kommunalråd Oliver Rosengren med boken Förändra er eller dö : En reformantologi för att samla halva folket.

### Riksdagsledamot
Skalberg Karlsson kandiderade i riksdagsvalet 2014 och blev ersättare. Han utsågs till ny ordinarie riksdagsledamot från och med 19 januari 2015 sedan Gustaf Hoffstedt avsagt sig uppdraget och tjänstgjorde som riksdagsledamot till mandatperiodens slut. Skalberg förlorade riksdagsplatsen i valet 2018 och återkom 2022. 
I riksdagen var Skalberg Karlsson suppleant i EU-nämnden och miljö- och jordbruksutskottet.